# Jean Perrin (poète)
Pour les articles homonymes, voir Jean Perrin (homonymie) et Perrin.
Jean Perrin (1910-2008) est un poète français. Il a remporté le prix André-Barré 1962 de l’Académie française pour Portraits imaginaires.

## Biographie
De 1920 à 1924, il a été à la maîtrise de Notre-Dame de Paris. En 1927, il est entré au Grand Séminaire de Meaux. Il a été ordonné en 1935. Puis, il a été vicaire à Provins, puis à Chevry-Cossigny.
Il a commencé à écrire en 1932, poussé par Paul Fort à qui il a envoyé ses écrits en 1947, il a continué.
En 1945, il est devenu curé de Faremoutiers et de Pommeuse. Il était l'exécuteur testamentaire de Suzanne Tourte.

## Œuvres
Poésie
- Poèmes, 1942
- La Porte des champs, 1943.
- Le Promenoir des anges, 1948, avant propos de Paul Fort.
- Notules des Îles de lumière, 1949, préface de Paul Souchon.
- La Colline d'ivoire, 1950, préface de Philéas Lebesgue.
- Dans les parvis du monde, 1962, préface de Tristan Klingsor.
- Le Livre du passeur, 1953.
- Boudons sur la route, 1954.
- Variations sur des heures de clarté, 1955.
- La Résille aux musiques, 1956
- Enseignes à tous vents, 1960.
- Chansons pour la cour d'amour, 1961.

Théâtre
- Légendaire, 1948.

Essais
- Diurnal de l'amitié, 1951.
- Jean Commère, peintre de la lumière, 1964.
- Lettres à la Française, 1965, préface de Monseigneur M. Nédoncelle.
- Airs du temps, 1970.
- Lettres de Campanie, 1971.
- La Seine-et-Marne et la littérature des origines au XIVe siècle, 1972.

Contes et nouvelles
- Portraits imaginaires, 1960, préface de Pierre Mac-Orlan.
- Les Portes de la Terre, 1961, préface de Charles Kunstler avec un portait par Jean Commère.
- La Rue Sainte-Muse, 1962, préface d'Henry Bosco.

Roman
- Loup Fourdines, 1966, avec une lithographie complète de Jean Commère.

## Distinctions
- Prix André-Barré 1962 de l'Académie française pour Portraits imaginaires[3].
- Grand Prix de poésie française de l'Académie rhodanienne des lettres.
- Grand Prix de l'Île des poètes.
- Prix Frédéric-Mistral pour Chansons pour cour d'amour.
- Prix littéraire des Services de renseignements (Résistance) pour Loup Fourdines.